# Almodôvar
Almodôvar é uma vila portuguesa pertencente ao distrito de Beja, região do Alentejo (NUT II) e sub-região do Baixo Alentejo (NUT III), com cerca de 3 000 habitantes (2021).
É sede do município homónimo que tem 777,88 km² de área e 6.694 habitantes (2023), e encontra-se subdividido em 6 freguesias.
O município é limitado a norte pelo município de Castro Verde, a este por Mértola, a sudeste por Alcoutim, a sul por Loulé, a sudoeste por Silves e a oeste e noroeste por Ourique.

## Caracterização

### Geografia

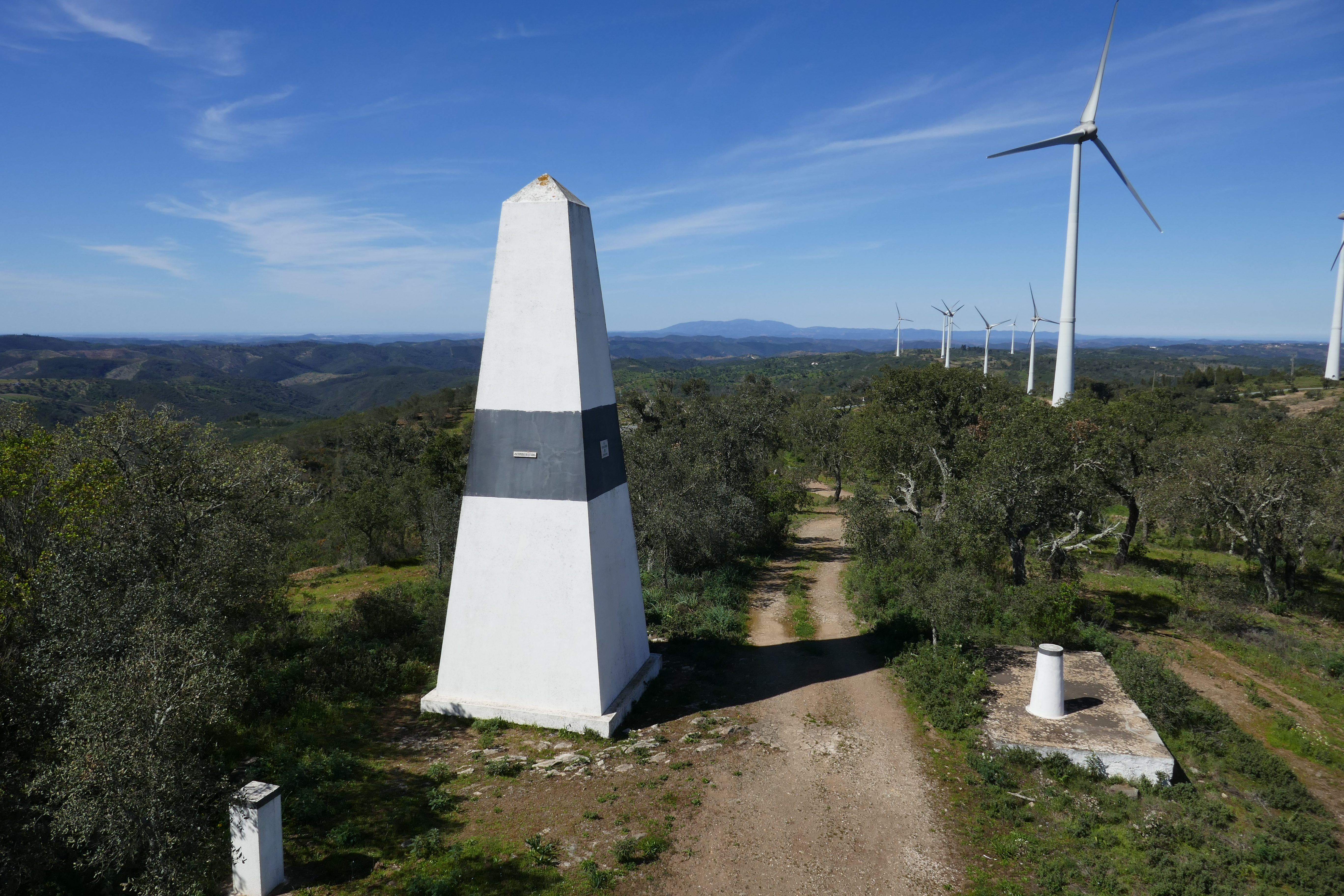
Marco geodésico e turbinas eólicas do Pico do Mú na Serra do Caldeirão

O município de Almodôvar está situado entre a Serra do Caldeirão e a planície alentejana. Dista 64 quilómetros da capital de distrito, 74 quilómetros de Faro, e 214 quilómetros de Lisboa.
Com aproximadamente 778 km² de superfície, um terço do seu território, situado mais a norte e a que correspondem as freguesias de Aldeia dos Fernandes, Rosário e parte da União de Freguesias de Almodôvar e Graça de Padrões, é plano e pouco arborizado.
As atividades com maior expressão económica são o cultivo de cereais de sequeiro, a criação de gado bovino, ovino e suíno, a produção de leite e queijo de ovelha e a apicultura.
Os restantes dois terços situam-se mais a sul e são constituídos pela serra revestida de uma vegetação abundante, onde se destaca a esteva, o medronheiro, o sobreiro e a azinheira, e a que correspondem 4 das 6 freguesias: Almodôvar, União de Freguesias de Santa Clara-a-Nova e Gomes Aires, Santa Cruz e São Barnabé (onde se situa o Pico do Mú, um dos locais mais altos de toda a Serra do Caldeirão). As suas principais riquezas são a cortiça, a aguardente de medronho, o queijo de cabra e o mel. A população aqui é dispersa e vive destas atividades, que desenvolve em paralelo com a pequena agricultura.

### Clima
O clima apresenta características mediterrânicas, com verões quentes e secos e invernos frios e pouco chuvosos. As amplitudes térmicas são acentuadas, a denotar um carácter continental que se acentua à medida que caminhamos para leste, afastando‐nos do efeito regulador do Atlântico. A temperatura média é 15.9 °C. O mês mais quente do ano é agosto, com uma temperatura média de 23.1 °C. A temperatura média em janeiro é de 10.0 °C, sendo a temperatura média mais baixa de todo o ano.
A pluviosidade é pouco significativa, aumentando gradualmente de norte para sul. À escassez de pluviosidade, há que acrescentar a forte sazonalidade da precipitação e uma grande variabilidade interanual. A pluviosidade média anual é de 576 mm.

## Freguesias
|  | O município de Almodôvar está dividido em 6 freguesias: 0 - Aldeia dos Fernandes - Almodôvar e Graça dos Padrões (sede) - Rosário - São Barnabé - Santa Clara-a-Nova e Gomes Aires - Santa Cruz 0 |

## História

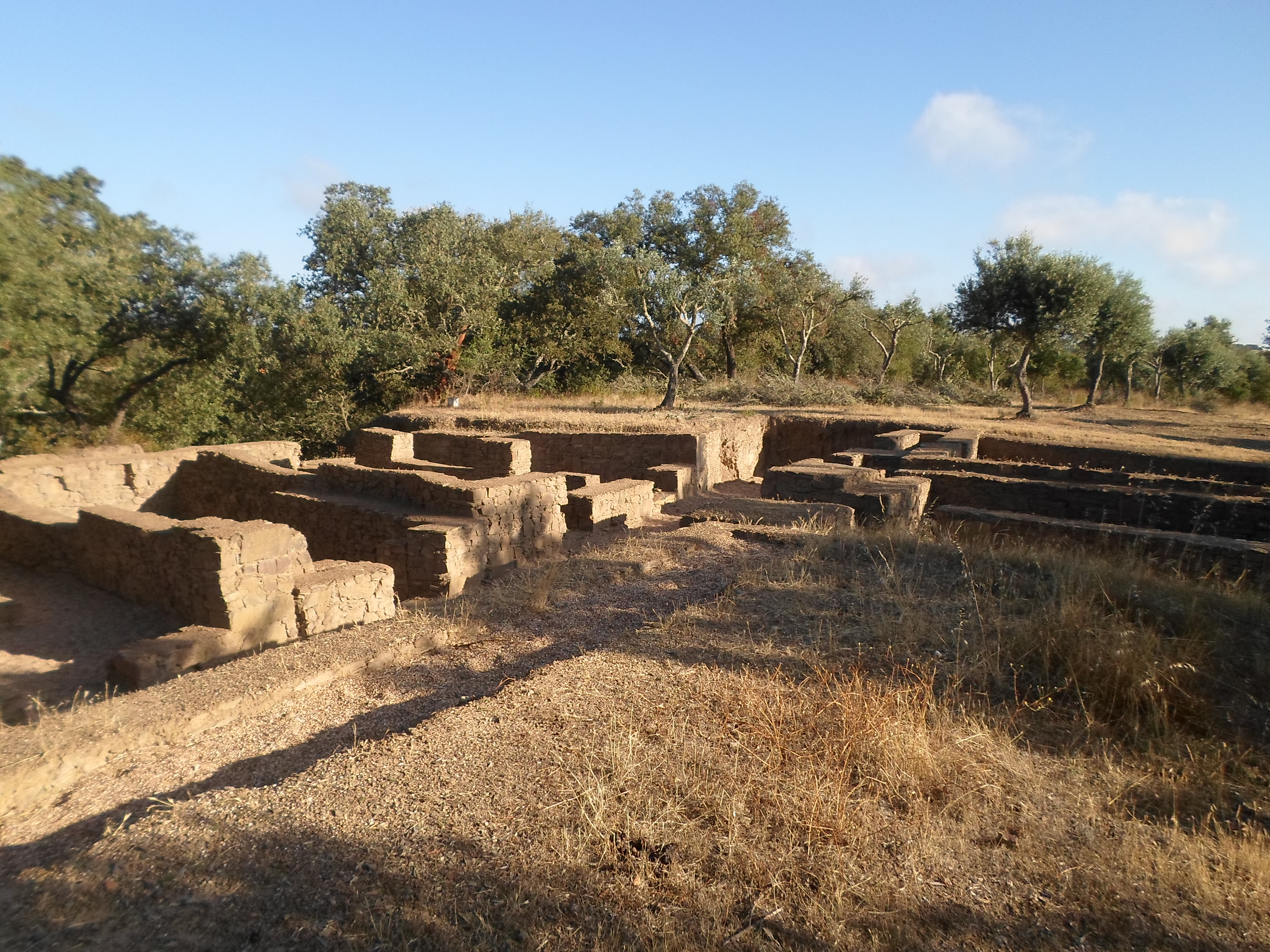
Povoado das Mesas do Castelinho, em 2014.

Desde há 5 mil anos até aos dias de hoje, as terras de Almodôvar foram marcadas pela presença de múltiplos povos e episódios indissociáveis da História de Portugal. Com ocupação desde a Pré-história, os vestígios mais relevantes pertencem ao fenómeno megalítico, com o registo de diversas antas encontradas nas freguesias de Santa Clara-a-Nova e Gomes Aires, estendendo-se até ao Rosário com a Estela do Monte Gordo. Do Calcolítico, há que referir a presença de tholos (estruturas tumulares de falsa cúpula) localizados na freguesia de São Barnabé. No entanto, o fenómeno mais significativo deste território apareceu com a Idade do Bronze, prolongando-se até à Idade do Ferro, com a descoberta de diversas estelas. Deste último período, destaca-se a descoberta de um número significativo de estelas funerárias epigrafadas com Escrita do Sudoeste, a escrita mais antiga da Península Ibérica (século VIII a V a.C.). Estas peças podem ser contempladas numa visita mais aprofundada ao Museu da Escrita do Sudoeste.
Com a romanização da Península Ibérica, Almodôvar não escapou a este fenómeno. Pela sua localização geográfica preferencial nas ligações norte-sul e este-oeste, desde cedo os romanos se fixaram em Almodôvar, assinalando a sua presença através de diversos vestígios, como os castella ao longo da Ribeira de Oeiras, da barragem romana (única de construção em terra batida preservada até hoje) e necrópole do Monte Novo do Castelinho, e a Mina de Brancanes, sem esquecer o destaque ao Povoado das Mesas do Castelinho, onde se distinguem o traçado de ruas ortogonais e a construção de edifícios de elevado rigor urbanístico.

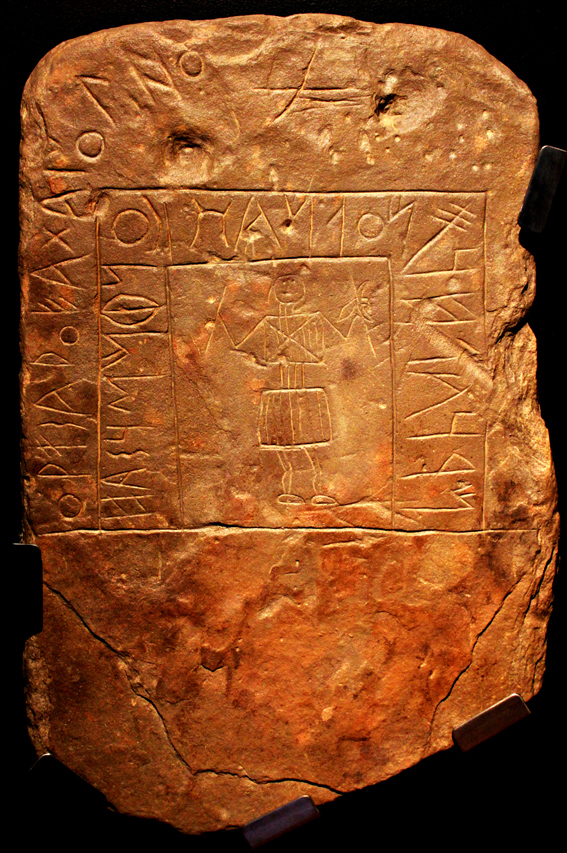
Escrita do Sudoeste

Do período medieval, época entre os séculos IV e VIII d.C., os vestígios designados ora paleocristãos ora visigóticos (associados ao território das antigas dioceses de Paca e Ossonoba) são escassos. Com a ocupação islâmica, proliferaram diversas alcarias ou cortes, que ainda hoje nomeiam boa parte da toponímia local e que tem a sua raiz na palavra árabe de aldeia (al-diya). É o caso de Alcariais dos Guerreiros de Cima (Gomes Aires), com uma ocupação humana entre os séculos IX e XIII, possuindo um rico conjunto de casas dos séculos X e XI, fruto do florescimento rural que a região conheceu durante o período islâmico. A vila de Almodôvar deve o seu nome e desenvolvimento a esta época, pois, apesar de aí poder ter havido uma ocupação da Idade do Ferro, foi erguida uma fortificação ou almudaûár (casa ou castelo redondo). Com o topónimo Cerca do Castelo, crê-se que, nas proximidades entre o cerro de Santa Rufina e o atual depósito de água, poderá ter existido uma fortificação com uma eventual cerca inferior de recolha de rebanhos.
Na primeira metade do século XIII, os exércitos dos reinos cristãos, pela Ordem de Santiago, tomaram posse do Garb (Algarve), tendo D. Afonso III chegado a terras algarvias por Almodôvar com a ajuda de almocreves moçárabes. O domínio cristão efetuou-se entre 1238 com a conquista de Mértola, e em 1245 com a tomada de Marachique.
Em 17 de abril de 1285, o rei D. Dinis elevou a então denominada Póvoa de Almodôvar a concelho, por carta de foral. Em 1297, é doada à Ordem de Santiago, a quem, no final do século XIII, pertence todo o Baixo Alentejo, com exceção do concelho de Odemira. Este foi um esforço de recuperação do dinamismo populacional e económico, outrora proeminente em período muçulmano, e duramente afetado pela prolongada guerra da reconquista.
O empenho no desenvolvimento deste território prosseguirá ao longo do século XIV, especialmente na sua segunda metade, quando as convulsões políticas, a peste e mesmo o devastador terramoto de 1356 haviam espalhado uma forte mortandade. As Inquirições Fernandinas de 1376 às vilas de Almodôvar e de Padrões dão-nos conta de uma sociedade na qual a agricultura se apresentava de subsistência, e onde o pastoreio assumia uma importante escala, tal como as atividades associadas à tecelagem, curtumes, apicultura, entre outras.

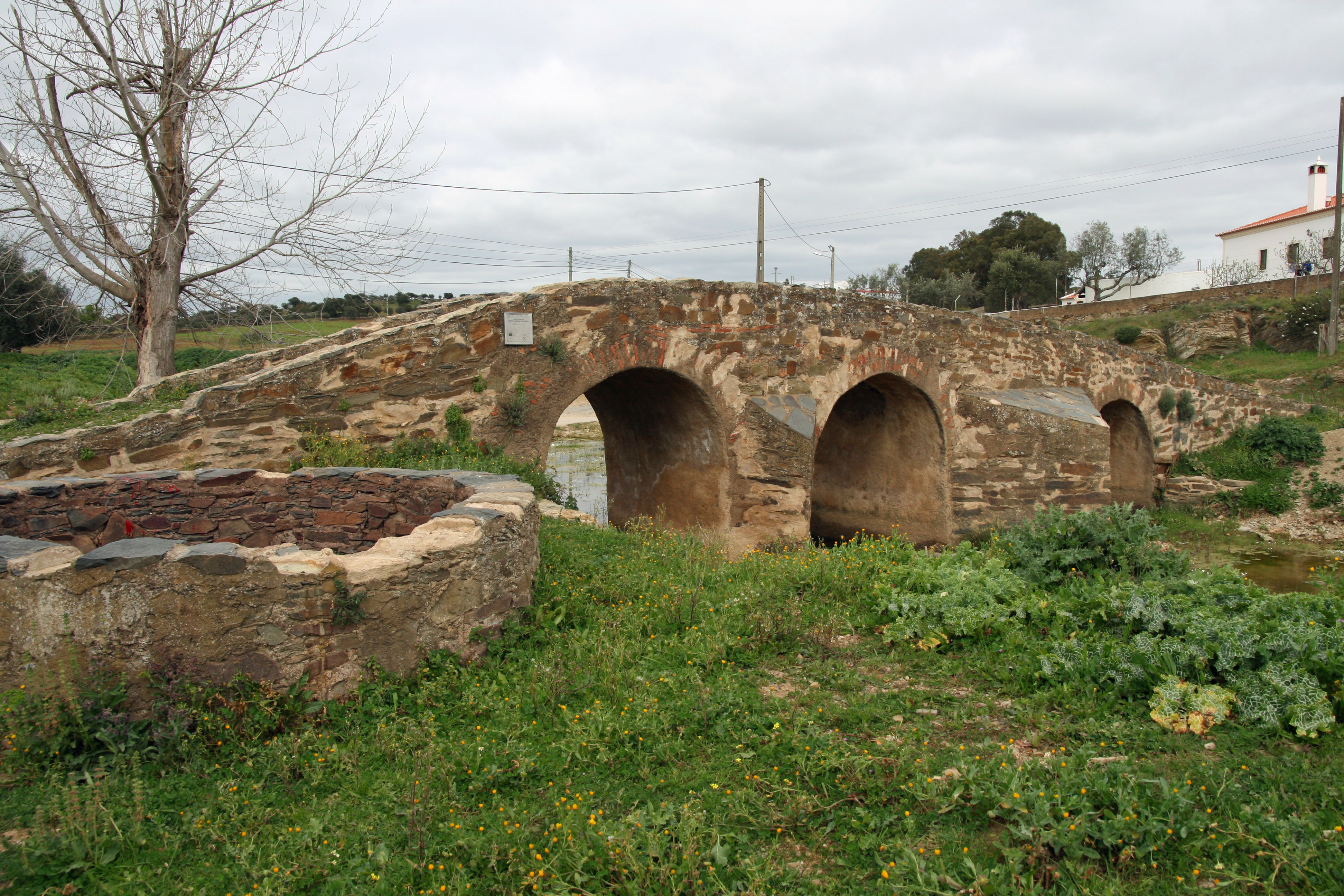
Ponte romana da Ribeira de Cobres

Em 1512, a afirmação do poder real face aos domínios locais é retomada com o novo foral de Almodôvar, no âmbito do processo nacional de reformas dos forais de D. Manuel I.  Almodôvar tornou-se uma vila que vai paulatinamente crescendo, e onde se destacou a construção do edifício dos Paços do Concelho, no século XVI, e em 1680 a fundação do Convento de Nossa Senhora da Conceição, pela Ordem Terceira de São Francisco. Aí presume-se que terá funcionado a primeira escola de Teologia do Baixo Alentejo, cuja parte da valiosa biblioteca ainda se encontra “por descobrir” no Arquivo Municipal.
Foram, no entanto, ímpetos económicos intervalados no período conturbado e marcante que assolaram Almodôvar na primeira metade do século XIX: em primeiro lugar, as Invasões Francesas, e, logo depois, a Guerra Civil - entre 1832 e 1834 - que opôs o partido constitucionalista de D. Maria II ao partido absolutista de D. Miguel I.
Com a vitória do Liberalismo dá-se, por fim, a extinção das ordens militares e religiosas. Para o Convento de Nossa Senhora da Conceição, transitam, em 1859, juntamente com o Tribunal e a Conservatória, os Paços do Concelho, onde a sua anterior localização dá lugar à cadeia (hoje Museu Severo Portela).

## Evolução da População do Município
| Número de habitantes                  | Número de habitantes | Número de habitantes | Número de habitantes | Número de habitantes | Número de habitantes | Número de habitantes | Número de habitantes | Número de habitantes | Número de habitantes | Número de habitantes | Número de habitantes | Número de habitantes | Número de habitantes | Número de habitantes | Número de habitantes |
| ------------------------------------- | -------------------- | -------------------- | -------------------- | -------------------- | -------------------- | -------------------- | -------------------- | -------------------- | -------------------- | -------------------- | -------------------- | -------------------- | -------------------- | -------------------- | -------------------- |
| 1864                                  | 1878                 | 1890                 | 1900                 | 1911                 | 1920                 | 1930                 | 1940                 | 1950                 | 1960                 | 1970                 | 1981                 | 1991                 | 2001                 | 2011                 | 2021                 |
| 9 607                                 | 10 215               | 10 827               | 11 089               | 11 848               | 12 173               | 14 180               | 16 283               | 17 702               | 16 028               | 12 264               | 10 637               | 8 999                | 8 145                | 7 449                | 6 712                |
| Número de habitantes por Grupo Etário |                      |                      |                      |                      |                      |                      |                      |                      |                      |                      |                      |                      |                      |                      |                      |
|                                       |                      |                      | 1900                 | 1911                 | 1920                 | 1930                 | 1940                 | 1950                 | 1960                 | 1970                 | 1981                 | 1991                 | 2001                 | 2011                 | 2021                 |
| 0-14 Anos                             | 0-14 Anos            | 0-14 Anos            | 3 685                | 3 963                | 4 254                | 4 583                | 5 290                | 5 452                | 4 599                | 3 070                | 2 375                | 1 604                | 936                  | 883                  | 731                  |
| 15-24 Anos                            | 15-24 Anos           | 15-24 Anos           | 1 966                | 2 022                | 2 025                | 2 635                | 2 815                | 3 098                | 2 765                | 2 020                | 1 557                | 1 262                | 1 014                | 641                  | 576                  |
| 25-64 Anos                            | 25-64 Anos           | 25-64 Anos           | 4 582                | 4 827                | 4 885                | 5 655                | 6 754                | 7 520                | 7 509                | 5 865                | 4 941                | 4 319                | 4 071                | 3 684                | 3 215                |
| = ou > 65 Anos                        | = ou > 65 Anos       | = ou > 65 Anos       | 450                  | 539                  | 556                  | 876                  | 852                  | 1 035                | 1 155                | 1 435                | 1 764                | 1 814                | 2 124                | 2 241                | 2 190                |

De 1900 a 1950, os dados referem-se à população presente no município à data em que eles se realizaram. Daí que se registem algumas diferenças relativamente à designada população residente.

## Artesanato

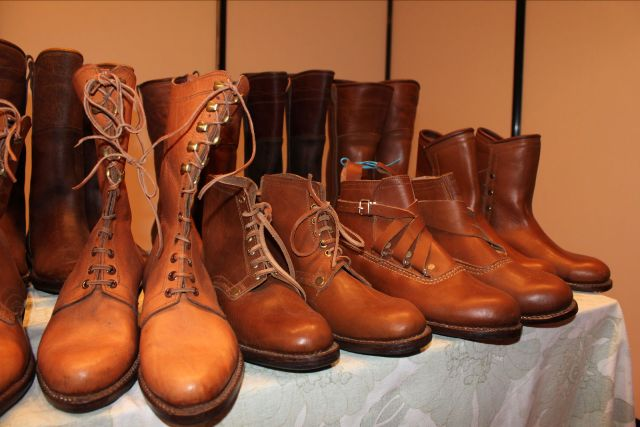
Calçado artesanal de Almodôvar

O município de Almodôvar é bastante rico no que diz respeito às artes tradicionais pouco conhecidas do público, onde nascem peças únicas das mãos dos artesãos, inspiradas no imaginário popular e nos costumes desta região. Algumas destas artes já desapareceram e outras encontram-se em vias de extinção, facto que deriva do aparecimento de novas tecnologias e da produção industrial em massa, a qual prima pela quantidade em prejuízo da autenticidade.
Tudo se fazia no município de Almodôvar há pouco mais de 25 anos: calçado, cadeiras, queijos, meias de linha, mantas de lã, albardas e malhins, aguardente de medronho, bonecas, miniaturas, mantas de retalhos, mel e seus derivados, trabalhos em tear, ferraria, fabrico de linho, fabrico da cal, latoaria, cestos, colchas de linho, carroças, telhas de canudo, entre outros. Existia uma variedade imensa de artes e ofícios, de entre os quais se destacavam os sapateiros, as tecedeiras, os ferreiros, os latoeiros, os padeiros, os moleiros, os albardeiros, os alfaiates, os apicultores, os cesteiros, os tosquiadores e os abegões.
A indústria do calçado artesanal teve grande impacto no município almodovarense e, há cerca de 50 anos, eram mais de 60 os sapateiros na região. De referir que existiu, em Almodôvar, o primeiro Sindicato Nacional de Sapateiros, fundado em 1942, o qual chegou a ter 200 associados, facto bem demonstrativo da importância que este ofício assumiu. Hoje, ainda se encontram alguns sapateiros artesanais no ativo.
Atualmente, das restantes artes e ofícios, há que destacar as mantas de lã e de retalhos, os artigos de cartucheira, os trabalhos em latoaria e a cestaria que saem das mãos dos artesãos, e que se transformam em memórias inesquecíveis da tradição e cultura do povo almodovarense.

## Gastronomia

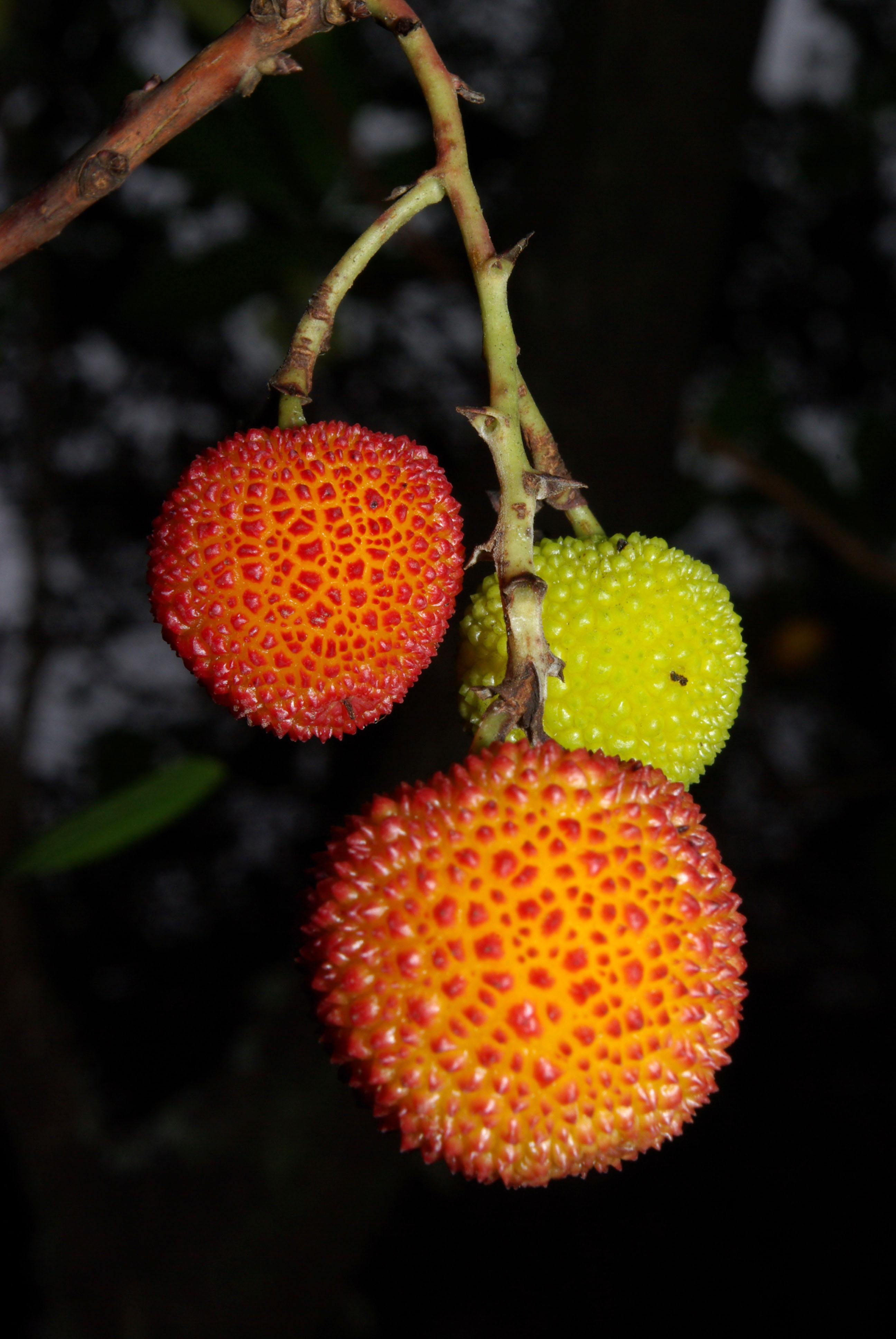
Medronhos

É sabido que no Alentejo se come e bebe muito bem, e Almodôvar não é uma exceção. Contudo, sendo um município dividido entre a serra e a planície, apresenta produtos de particularidades, saberes e sabores distintos. Por aqui, dezenas de produtores apresentam diariamente os melhores sabores, que resultam de uma profunda relação ancestral do homem com a terra, da necessidade de sustento da família, e do árduo trabalho diário na transformação dos produtos de excelência que por aqui brotam.
Sendo assim, estes são alguns dos produtos típicos do município de Almodôvar:
- Fabrico e comércio de queijo
- Mel
- Pão
- Aguardente de medronho
- Enchidos
- Plantas aromáticas

## Política

### Eleições autárquicas[14]
| Data | %     | V     | %       | V       | %            | V            | %              | V         | %              | V   | %              | V      | %              | V  | %   | V   | Participação |                |
| Data | PS    | PS    | PPD/PSD | PPD/PSD | FEPU/APU/CDU | FEPU/APU/CDU | MDP/CDE        | MDP/CDE   | PRD            | PRD | CDS-PP         | CDS-PP | BE             | BE | IND | IND | Participação |                |
| ---- | ----- | ----- | ------- | ------- | ------------ | ------------ | -------------- | --------- | -------------- | --- | -------------- | ------ | -------------- | -- | --- | --- | ------------ | -------------- |
| Data | 1976  | 64,61 | 4       | 15,24   | 1            | 12,64        | -              | FEPU/ APU | FEPU/ APU      |     |                |        |                |    |     |     |              | 55,42 / 100,00 |
| 1979 | 41,30 | 2     | 31,79   | 2       | 23,24        | 1            | 69,77 / 100,00 | FEPU/ APU | FEPU/ APU      |     |                |        |                |    |     |     |              |                |
| 1982 | 41,09 | 2     | 21,29   | 1       | 33,72        | 2            | 68,06 / 100,00 | FEPU/ APU | FEPU/ APU      |     |                |        |                |    |     |     |              |                |
| 1985 | 55,36 | 4     | 11,95   | -       | 20,66        | 1            | 8,54           | FEPU/ APU | FEPU/ APU      | -   | 68,05 / 100,00 |        |                |    |     |     |              |                |
| 1989 | 48,09 | 3     | 20,75   | 1       | 22,79        | 1            |                |           |                |     | 67,59 / 100,00 |        |                |    |     |     |              |                |
| 1993 | 41,07 | 3     | 16,15   | 1       | 12,19        | -            | 24,55          | 1         | 66,23 / 100,00 |     |                |        |                |    |     |     |              |                |
| 1997 | 42,95 | 3     | 42,76   | 2       | 8,45         | -            | PXXI           | PXXI      | 67,94 / 100,00 |     |                |        |                |    |     |     |              |                |
| 2001 | 43,19 | 2     | 48,37   | 3       | 2,83         | -            | BE             | BE        | 0,63           | -   | 73,79 / 100,00 |        |                |    |     |     |              |                |
| 2005 | 35,30 | 2     | 56,91   | 3       | 4,07         | -            | BE             | BE        |                |     | 71,43 / 100,00 |        |                |    |     |     |              |                |
| 2009 | 33,24 | 2     | 56,28   | 3       | 4,75         | -            | BE             | BE        | 2,10           | -   | 69,19 / 100,00 |        |                |    |     |     |              |                |
| 2013 | 35,12 | 2     | 27,06   | 1       | 2,19         | -            | BE             | BE        | 1,02           | -   | 30,79          | 2      | 72,71 / 100,00 |    |     |     |              |                |
| 2017 | 64,02 | 4     | 27,21   | 1       | 2,05         | -            | BE             | BE        | 1,65           | -   |                |        | 72,52 / 100,00 |    |     |     |              |                |
| 2021 | 70,84 | 4     | 21,20   | 1       | 1,69         | -            | BE             | BE        | 2,86           | -   | 71,96 / 100,00 |        |                |    |     |     |              |                |

### Eleições legislativas
| Data | %     | %     | %     | %     | %     | %        | %     | %     | %    | %     | %    | %   | %       | % | %  | %  |  |
| Data | PS    | PCP   | PSD   | CDS   | UDP   | APU/ CDU | AD    | FRS   | PRD  | PSN   | BE   | PAN | PSD CDS | L | CH | IL |  |
| ---- | ----- | ----- | ----- | ----- | ----- | -------- | ----- | ----- | ---- | ----- | ---- | --- | ------- | - | -- | -- |  |
| Data | 1976  | 43,47 | 20,05 | 16,37 | 4,95  | 2,06     |       |       |      |       |      |     |         |   |    |    |  |
| 1979 | 37,18 | APU   | AD    | AD    | 1,03  | 30,71    | 23,68 |       |      |       |      |     |         |   |    |    |  |
| 1980 | FRS   | APU   | AD    | AD    | 0,81  | 25,79    | 26,62 | 37,50 |      |       |      |     |         |   |    |    |  |
| 1983 | 43,81 | APU   | 16,65 | 3,07  | 0,52  | 29,43    |       |       |      |       |      |     |         |   |    |    |  |
| 1985 | 41,65 | APU   | 18,59 | 1,77  | 0,54  | 22,05    | 8,42  |       |      |       |      |     |         |   |    |    |  |
| 1987 | 39,01 | CDU   | 28,41 | 1,39  | 0,49  | 18,63    | 3,65  |       |      |       |      |     |         |   |    |    |  |
| 1991 | 40,53 | CDU   | 33,52 | 2,01  |       | 14,64    | 1,04  | 0,98  |      |       |      |     |         |   |    |    |  |
| 1995 | 57,59 | CDU   | 19,63 | 4,37  | 0,93  | 12,35    |       |       |      |       |      |     |         |   |    |    |  |
| 1999 | 54,31 | CDU   | 23,17 | 4,08  |       | 11,01    | 0,33  | 1,56  |      |       |      |     |         |   |    |    |  |
| 2002 | 45,69 | CDU   | 35,69 | 3,37  | 8,06  |          | 2,29  |       |      |       |      |     |         |   |    |    |  |
| 2005 | 56,79 | CDU   | 18,76 | 2,46  | 10,55 | 6,08     |       |       |      |       |      |     |         |   |    |    |  |
| 2009 | 36,43 | CDU   | 24,85 | 5,16  | 12,92 | 13,98    |       |       |      |       |      |     |         |   |    |    |  |
| 2011 | 32,64 | CDU   | 37,61 | 6,22  | 9,76  | 5,08     | 0,60  |       |      |       |      |     |         |   |    |    |  |
| 2015 | 40,89 | CDU   | CDS   | PSD   | 11,66 | 10,05    | 0,78  | 28,13 | 0,16 |       |      |     |         |   |    |    |  |
| 2019 | 48,49 | CDU   | 18,30 | 2,62  | 9,12  | 11,83    | 1,65  |       | 0,49 | 0,88  | 0,43 |     |         |   |    |    |  |
| 2022 | 52,83 | CDU   | 20,79 | 0,29  | 5,29  | 4,50     | 0,76  | 0,55  | 9,26 | 1,55  |      |     |         |   |    |    |  |
| 2024 | 34,42 | CDU   | AD    | AD    | 5,48  | 22,66    | 3,60  | 1,11  | 1,36 | 22,97 | 1,96 |     |         |   |    |    |  |

## Património edificado

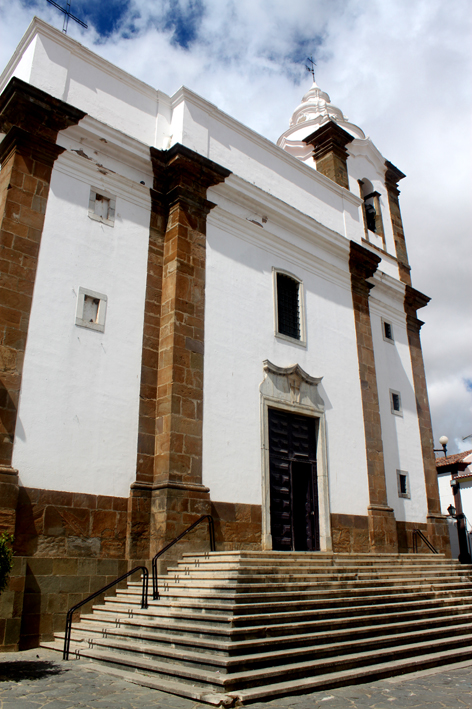
Igreja Matriz de Almodôvar, em 2012.

### Museus e património arqueológico
- Alcariais dos Guerreiros de Cima
- Castelo de Almodôvar
- Castelo da Caiada Velha
- Castelo dos Gorazes
- Castelo de Senhora da Graça dos Padrões
- Forte romano do Cerro dos Bicudos
- Menir de Aldeia dos Fernandes
- Museu da Escrita do Sudoeste
- Museu Municipal de Almodôvar
- Necrópole do Monte Branco
- Povoado das Mesas do Castelinho
- Museu arqueológico e etnográfico Manuel Vicente Guerreiro

### Património civil
- Biblioteca Municipal de Almodôvar
- Casa da Janela Manuelina
- Casa Pessanha
- Casa na Rua Fria n.º 8
- Casa na Rua Serpa Pinto
- Fonte de Santa-Clara-a-Nova
- Mercado Municipal de Almodôvar
- Moinho de Água da Corte Freixo
- Palheiros de Veio
- Ponte antiga sobre a Ribeira de Cobres ou Ponte da Ribeira de Cobres
- Quinta do Monte Rei
- Torre do Relógio de Almodôvar

### Património religioso
- Capela de Santo António
- Capela de São Bento
- Convento e Igreja de São Francisco
- Ermida de Santo Amaro
- Igreja Paroquial de Aldeia dos Fernandes
- Igreja Paroquial de Gomes Aires
- Igreja do Rosário ou Igreja Paroquial do Rosário
- Igreja Matriz de Almodôvar
- Igreja da Santa Casa da Misericórdia de Almodôvar
- Igreja de Nossa Senhora da Graça de Padrões
- Igreja Paroquial de Corte Figueira Mendonça
- Igreja Paroquial de Santa Clara-a-Nova
- Igreja de Santa Cruz da Ribeira ou Igreja Paroquial de Santa Cruz
- Igreja Paroquial de Santa Susana
- Igreja de Santo António
- Igreja Paroquial de São Barnabé

### Património natural
- Pêgo da Cascalheira, no Rio Vascão
- Albufeira de Monte Clérigo
- Barragem da Boavista

## Heráldica
|  | Brasão: Escudo negro com um castelo de ouro aberto e iluminado a vermelho. Orla de prata carregada por quatro abelhas a negro realçadas de ouro, alternadas com quatro bolotas a verde, troncadas e folhadas do mesmo. Coroa mural de prata de quatro torres. Listel branco com legenda a negro: "VILA DE ALMODÔVAR". |
|  | Bandeira: Esquartelada de amarelo e vermelho, cordões e borlas de ouro e vermelho. Haste e lança de ouro. |

## Geminações
A vila de Almodôvar é geminado com a seguinte cidade:
- Paul, Ilha de Santo Antão, Cabo Verde

## Personalidades destacadas
- António Saleiro (1952 - 2020) - Professor, advogado e empresário, presidente da Câmara Municipal de Almodôvar e Governador Civil de Beja
- António Duarte Chagas (1935 - 2019) - Advogado e deputado na Assembleia da República
- Manuel Virgílio Murta (? - 2023) - Dermatologista